# Jaś i Małgosia

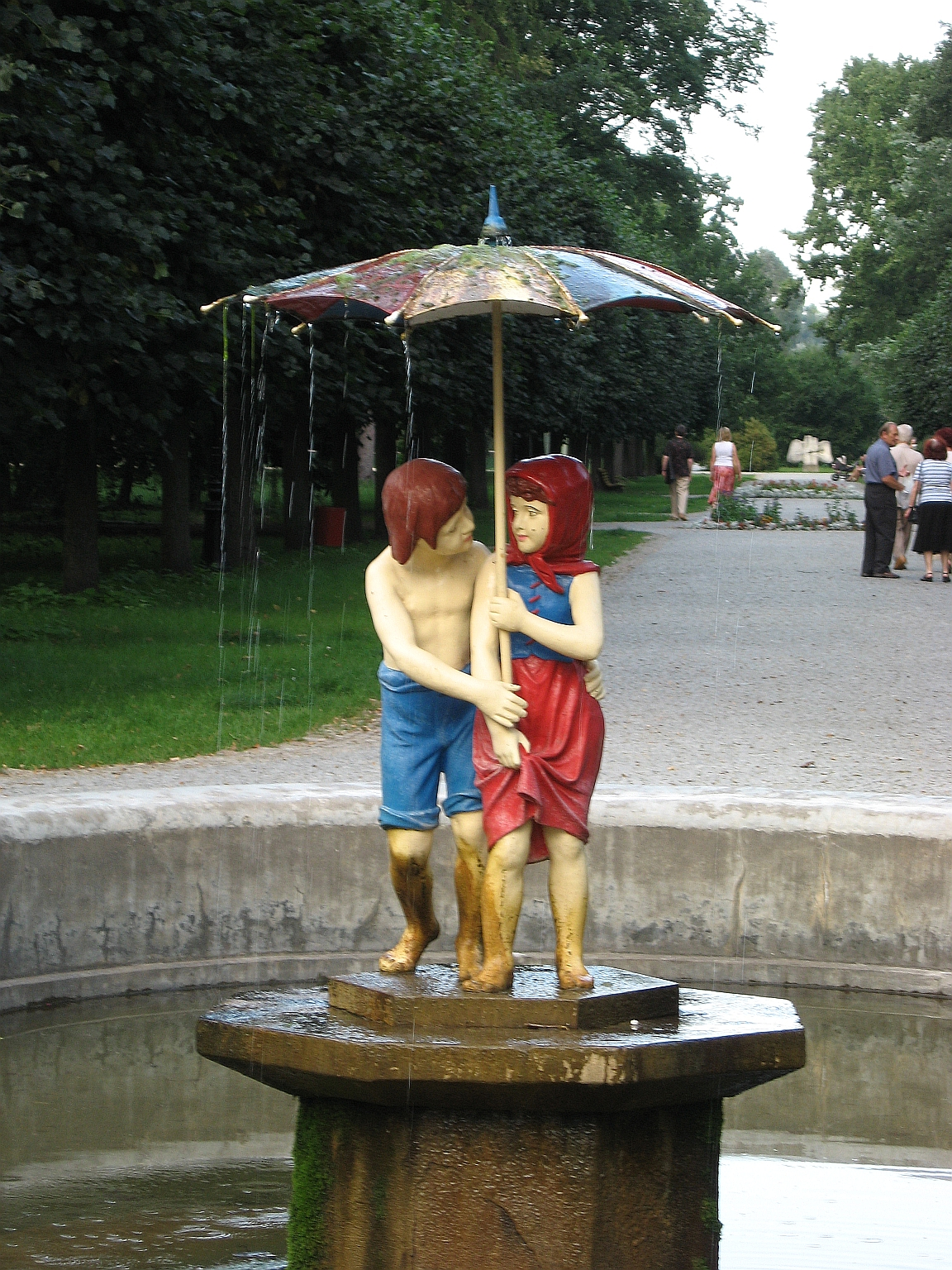
Fontanna z Jasiem i Małgosią w parku w Ciechocinku

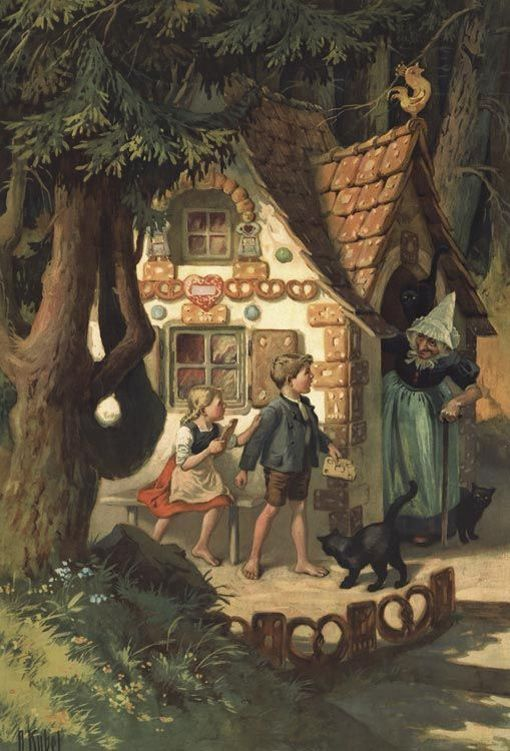
Otto Kubel (1868 – 1951)

Jaś i Małgosia (niem. Hänsel und Gretel) – baśń opowiadająca o dwójce dzieci, które pozostawione w lesie przez macochę spotkały złą czarownicę. Zapisali ją i opublikowali w 1812 bracia Grimm w swoim zbiorze Baśni (tom 1, nr 15).

## Treść baśni według braci Grimm[1]
Jaś i Małgosia to dwoje dzieci drwala, które wraz z ojcem mieszkały w chatce na skraju lasu. Ich ojciec był wdowcem, który ożenił się powtórnie po śmierci żony. Nowa macocha nienawidziła jego dzieci. Pewnego dnia w kraju nastał wielki głód. Macocha zaczęła wówczas usilnie namawiać męża, by porzucił dzieci w lesie, gdyż inaczej wszystkich czeka śmierć głodowa. Drwal początkowo odmawiał, ale w końcu uległ namowom żony. Zgodnie z jej planem mieli wszyscy razem udać się po chrust do lasu, a kiedy zacznie się ściemniać drwal i macocha mieli szybko skryć się i zostawić dzieci. Jednak Jaś i Małgosia podsłuchali plan macochy. Jaś przed wyjściem z domu zebrał kamyki, które rzucał na ziemię co parę kroków. Dzięki tej metodzie udało im się następnego dnia odnaleźć drogę do domu. Ojciec-drwal ucieszył się, że widzi dzieci z powrotem, jednak macocha postanowiła ponowić próbę pozbycia się ich. Tym razem dzień wcześniej zamknęła dom, by Jaś nie mógł nazbierać kamyków. Jaś użył więc, tym razem, okruszków. Kiedy jednak znów zostali pozostawieni w lesie, okazało się, że okruszki, które rzucał co kilka kroków, zostały zjedzone przez leśne ptaki. Dzieci nie były w stanie znaleźć drogi powrotnej. Jaś jednak pocieszał Małgosię, że na pewno uda im się wrócić do domu. Dzieci błądziły w lesie przez trzy dni. Na trzeci dzień, idąc za głosem ptaka, który ładnie śpiewał, ujrzały w lesie dom. Okazało się, że dom zbudowany jest z chleba, dach ma z ciastek, a okna z cukru. Zaczęły go jeść, ponieważ były głodne. Wtedy z domku wyszła stara kobieta, która uprzejmie zaprosiła dzieci do środka. Kiedy dzieci weszły, okazało się, że miła staruszka jest czarownicą, która zwabia ludzi do swojego domu, a potem ich pożera. Jaś został zamknięty w komórce, a Małgosia zmuszona do usługiwania czarownicy. Każdego dnia Jasiowi podawane były najlepsze posiłki, gdyż czarownica chciała go podtuczyć przed zjedzeniem. Co jakiś czas kiepsko widząca czarownica kazała mu wystawić palec, by móc ocenić, czy jest już dość gruby. Jaś, by opóźnić swoją śmierć, wystawiał znalezioną kostkę, którą czarownica brała za jego palec. Po czterech tygodniach czarownica, zniecierpliwiona czekaniem, zdecydowała się zjeść go tak czy inaczej. Małgosia była przerażona i zaczęła modlić się do Boga o ratunek dla brata. Następnego dnia czarownica przygotowała piec i kazała Małgosi sprawdzić, czy jest już dobrze nagrzany. Tak naprawdę chciała ją też upiec i zjeść. Małgosia odpowiedziała, że nie umie tego robić. Czarownica, by jej pokazać, jak to się robi, wsadziła głowę do pieca. Wówczas sprytna Małgosia wepchnęła ją do środka i zatrzasnęła drzwi. W ten sposób czarownica spaliła się żywcem we własnym piecu. Po śmierci czarownicy dzieci przeszukały jej dom i znalazły dużo biżuterii i innych cennych rzeczy. Zabrały tyle, ile zdołały unieść, i ruszyły do domu. Po drodze Jaś i Małgosia spotkali gadającą kaczkę, która pomogła im przeprawić się przez rzekę. Po długich poszukiwaniach dzieci znalazły drogę do domu. Okazało się, że ich macocha już nie żyje, a ojciec, od czasu kiedy porzucił je w lesie, nie zaznał chwili spokoju dręczony wyrzutami sumienia. Kiedy więc zobaczył wracające dzieci, bardzo się ucieszył. Odtąd wszyscy żyli długo i szczęśliwie.

## Dzieła oparte na baśni

### Filmy
- Hänsel und Gretel – niemiecki niemy film krótkometrażowy z 1897 roku (reż. Oskar Messter)
- Hansel and Gretel – amerykański film niemy z 1909 roku (reż. J. Searle Dawley)
- Dzieci w lesie  (Babes in the Woods) – amerykański krótkometrażowy film animowany z 1932 roku (reż. Burt Gillett). Film jest połączeniem tekstu braci Grimm z angielską baśnią ludową Babes in the Woods
- Hänsel und Gretel – niemiecki film z 1940 roku (reż. Hubert Schonger)
- Hansel and Gretel: An Opera Fantasy – amerykański film animowany z 1954 roku (reż. Michael Myerberg i John Paul)
- Hänsel und Gretel – niemiecki film z 1954 roku (reż. Fritz Genschow)
- Domek z piernika (Bewitched Bunny) – amerykański krótkometrażowy film animowany z 1954 roku. W filmie pojawia się Królik Bugs i Wiedźma Hazel. Jest to raczej parodia klasycznej baśni
- Hänsel und Gretel – niemiecki film z 1954 roku (reż. Walter Janssen)
- Hänsel und Gretel – szwajcarski film z 1971 roku (reż. Rudolf Jugert )
- Hansel and Gretel – amerykańsko-izraelski film z 1987 roku (reż. Len Talan)
- Hansel e Gretel – włoski film grozy z 1990 roku (reż. Giovanni Simonelli). Swobodna i uwspółcześniona adaptacja
- Jaś i Małgosia (Hansel & Gretel) – amerykański film z 2002 roku (reż. Gary J. Tunnicliffe)
- Jaś i Małgosia (Hänsel und Gretel) – niemiecki film z 2005 roku (reż. Anne Wild)
- Jaś i Małgosia  (Henjelgwa Geuretel) – południowokoreański film z 2007 roku (reż. Yim Pil-sung). Swobodna adaptacja.
- Jaś i Małgosia (Hänsel und Gretel) – niemiecki film z 2012 roku (seria Najpiękniejsze baśnie braci Grimm, reż. Uwe Janson)
- Hansel i Gretel: Łowcy czarownic (Hansel and Gretel: Witch Hunters) – amerykański film z 2013 roku (reż. Tommy Wirkola)
- Hansel i Gretel: Usmażeni (Hansel & Gretel Get Baked) – amerykański film z 2013 roku (reż. Duane Journey)
- Małgosia i Jaś (Gretel & Hansel) – amerykański film z 2020 roku (reż. Oz Perkins)

### Seriale
- Baśnie braci Grimm (Jaś i Małgosia – odcinek 2, seria 1) – japoński serial animowany (1987-1988)
- Skarbczyk najpiękniejszych bajek (Jaś i Małgosia – odcinek 6) – japoński serial animowany z 1995 roku
- Baśnie Braci Grimm: Simsala Grimm (Jaś i Małgosia – odcinek 3, seria 1) – niemiecki serial animowany z 1999 roku
- Dawno, dawno temu – amerykański serial telewizyjny z 2011 roku. Wątek tej z baśni pojawia się w serialu kilkakrotnie (m.in. odcinek 9, sezonu 1).

### Inne
- Jaś i Małgosia (Hänsel und Gretel) - opera Engelberta Humperdincka,
- Jaś i Małgosia – polska bajka muzyczna z tekstem Jana Brzechwy i muzyką Stefana Kisielewskiego,
- opowiadanie „Sierotki” w książce Jacka Piekary Miecz Aniołów należącej do cyklu inkwizytorskiego.

## Powiązania
Na związek przekazu o uwięzionych dzieciach z bajką o Jasiu i Małgosi wskazują badacze mitologii indoeuropejskich. Motyw ten występuje np. w micie o Aži Dahace i Kawe.